# Campydelta
Campydelta é um gênero de traça pertencente à família Arctiidae.